# Nicolae Cristea (comunist)
Nicolas sau Nicolae Cristea (cunoscut și sub nom de guerre Joseph Copla; n. 26 noiembrie 1906, Galați, România – d. martie 1943, Mount Valérien⁠(d), Seine, Franța) a fost un comunist român, cunoscut prin activitatea sa de voluntar în Brigăzile Internaționale în timpul Războiului Civil Spaniol și în Rezistența Franceză în timpul celui de-al Doilea Război Mondial.

## Biografie
Cristea s-a născut într-o familie de muncitori săraci din Galați. În timpul Marii Crize a participat la protestele organizate de Partidul Comunist din România la București, după care a fost forțat de Siguranța Statului să se mute înapoi în orașul său natal. S-a întors la București în 1931, iar în 1933 a fost admis ca membru în Partidul Comunist din România, care funcționa clandestin în acea vreme. A devenit membru în comitetul organizației locale București a partidului și mai târziu a fost ales membru în biroul de conducere al acestei organizații. În această perioadă a lucrat la fabrica Pirotehnica Armatei din București.
După izbucnirea Războiului Civil Spaniol, a plecat în Spania, ajungând acolo în octombrie 1936 în timpul Bătăliei pentru Madrid. A fost înrolat în Regimentul Românesc de Artilerie Motorizată al Brigăzii Internaționale a XI-a, comandat de Valter Roman. În 1937 a participat la bătăliile de la Brunete, Quinto-Belchite și Teruel. În decembrie 1937, în timpul ultimei confruntări, Cristea a fost rănit la picior, dar a refuzat să fie spitalizat, hotărând în schimb să rămână pe câmpul de luptă. Ulterior, a fost avansat la gradul de căpitan și a devenit comandantul Bateriei „Tudor Vladimirescu”. În Bătălia de pe Ebru a avut un rol important în traversarea fluviului. Demobilizat împreună cu ceilalți voluntari în decembrie 1938, a continuat să lupte în Catalonia în perioada ianuarie-februarie 1939.
În februarie 1939 Cristea a trecut în Franța unde a fost internat în lagărele de concentrare Gurs și Argelès. Împreună cu Joseph Boczov, Mihail Patriciu și cu alți români, el a evadat din ultimul lagăr în 28 martie 1941, după începerea ocupației germane. Grupul s-a alăturat curând Rezistenței Franceze, iar Cristea a devenit comandant al detașamentului românesc din cadrul FTP - Main-d'œuvre immigrée. El a participat la acțiuni de sabotaj împotriva forțelor germane naziste. Pe 16 octombrie 1942, împreună cu alți doi voluntari români, a atacat un grup de piloți germani care participau la un exercițiu militar la Montrouge, lângă Paris, folosind grenade de mână.
Arestat de Gestapo pe 19 octombrie 1942, Cristea a fost executat în martie 1943 la Fort Mont-Valérien, după ce a fost torturat timp de câteva luni în închisoarea Fresnes. Sursele nu s-au pus de acord cu privire la data exactă a morții sale: 9, 10 sau 13. La sfârșitul celui de-al Doilea Război Mondial, el a fost avansat post-mortem la gradul de locotenent-colonel al Armatei Române.